# Arno Kamminga
Arno Kamminga (Katwijk, 22 ottobre 1995) è un nuotatore olandese, vincitore di due argenti ai Giochi olimpici di Tokyo 2020 nei 100 e 200 metri rana.

## Biografia
Agli europei di Budapest 2020 ha vinto tra medaglie d'argento nei 100 e 200 metri rana e nella staffetta 4x100 metri misti mista.
Ha rappresentato i Paesi Bassi ai Giochi olimpici di Tokyo 2020, dove ha vinto la medaglia d'argento nei 100 metri rana, preceduto dal britannico Adam Peaty, e nei 200 metri rana, alle spalle dell'australiano Zac Stubblety-Cook.

## Palmarès
- Olimpiadi

Tokyo 2020: argento nei 100m rana e nei 200m rana.
- Mondiali

Budapest 2022: argento nei 100m rana e bronzo nella 4x100m misti mista.
Fukuoka 2023: argento nei 100m rana.
Doha 2024: argento nella 4x100m misti.
- Mondiali in vasca corta

Abu Dhabi 2021: oro nella 4x50m misti mista e argento nei 200m rana.
- Europei

Budapest 2020: argento nei 100m rana, nei 200m rana e nella 4x100m misti mista.
Roma 2022: oro nella 4x100m misti mista.
- Europei in vasca corta

Copenhagen 2017: oro nella 4x50m misti mista
Glasgow 2019: oro nei 100m rana e nei 200m rana, argento nella 4x50m misti mista e bronzo nei 50m rana.
Kazan' 2021: oro nella 4x50m misti mista, argento nei 200m rana, bronzo nei 100m rana e nella 4x50m misti.
Otopeni 2023: oro nei 100m rana, bronzo nei 200m rana e nella 4x50m misti mista.